# Liste der Gerichte der freien Stadt Lübeck
Diese Liste nennt die Gerichte der freien Stadt Lübeck.

## Vorgeschichte
Im HRR bestand der Oberhof Lübeck. In der Franzosenzeit war Lübeck ab 1810 Teil der Hanseatische Departements. Siehe hierzu die Gerichtsorganisation der Hanseatischen Departements. Nach dem Ende der Franzosenherrschaft erhielt Lübeck seine Eigenständigkeit zurück.

## Im Deutschen Bund
An Niedergerichten bestand das Stadtgericht Lübeck (für die Stadt selbst, siehe auch Stadtamt Lübeck) und das Landgericht Lübeck (für die Bewohner außerhalb der Stadt, siehe auch Landamt Lübeck) (1871 zusammengelegt zum Stadt- und Landgericht Lübeck, siehe Stadt- und Landamt Lübeck) sowie das Amt Travemünde. Daneben bestand die Wette (siehe Wedde) als Eingangsgericht für Zünfte und ähnliches, das Garnison-Gericht für die Angehörigen der Garnison, die Bewaffungsdeputation für Angehörige der Bürgergarde und die Pupillen-Kommission (vergleiche Pupillenkollegium).
Die zweite Instanz bildete das Obergericht Lübeck. Oberstes Gericht war das Oberappellationsgericht der vier Freien Städte in Lübeck

## Nach den Reichsjustizgesetzen
Im Rahmen der Einführung der Reichsjustizgesetze wurden 1879 einheitlich Oberlandes-, Land- und Amtsgerichte gebildet. In Lübeck entstand das Landgericht Lübeck. Lübeck war zu klein für ein eigenes Oberlandesgericht, daher wurde das Hanseatische Oberlandesgericht in Hamburg als gemeinsames Oberlandesgericht gebildet. Als einziges Amtsgericht entstand das Amtsgericht Lübeck.
Gemäß Arbeitsgerichtsgesetz vom 23. Dezember 1926 wurden in Deutschland Arbeitsgerichte gebildet. In Lübeck entstand das Arbeitsgericht Lübeck als einziges Arbeitsgericht.
Mit dem Groß-Hamburg-Gesetz verlor Lübeck seine Staatlichkeit und die Gerichte im Gebiet wurden völlig neu geordnet.